# Electron-Capture Supernova
Eine Electron-Capture Supernova (dt. Elektroneneinfang-Supernova) ist eine Kernkollaps-Supernova eines Super-AGB-Sterns mit einer Hauptreihenmasse von 7 bis 9,5 Sonnenmassen. Im Gegensatz zu den Fe-Kernkollaps-Supernovae besteht der Kern des Vorläufersterns nicht aus Eisen, sondern hauptsächlich aus Sauerstoff, Neon und Magnesium.

## Entstehung und Verlauf
Bei Roten Riesen auf dem Asymptotischen Riesenast (AGB) ist der Kern ein O+Ne+Mg-Weißer Zwerg, der die auf ihn wirkenden Gravitationskräfte mittels Entartungsdruck stabilisiert. Die Masse und der Druck des Kerns erhöhen sich durch temporäres Schalenbrennen des Wasserstoffs und des Heliums, der Stern entwickelt sich zu einem Super-AGB-Stern.
Wenn die Dichte im Kern einen Wert von 4×1012 kg/m3 überschreitet, werden die Elektronen von den Magnesium-Atomkernen eingefangen und der Kernkollaps beginnt. Der Kern kollabiert in einen Protoneutronenstern, die einfallende Materie wird an der dichten Kruste reflektiert. Die Schockwelle, die durch vom Kern abgestrahlte Neutrinos beschleunigt wird, läuft durch den Stern und erzeugt beim Durchbrechen der Photosphäre einen UV-Blitz. Die äußeren Atmosphärenschichten und Teile des Kerns werden aufgrund der geringen Dichte des AGB-Sterns bis auf Fluchtgeschwindigkeit beschleunigt und in die interstellare Materie ausgeworfen. In der Stoßfront werden laut rechnerischen Simulationen nur ca. 2×10−3 Sonnenmassen an radioaktivem Nickel erzeugt.

## Lichtkurve
Der radioaktive Zerfall des Nickels und seiner Folgeisotope steuert den weiteren Verlauf der Lichtkurve. Daneben wird die Leuchtkraft durch die Rekombination des ionisierten Wasserstoffs in der Ejekta der Supernova unterstützt. Zusammen ergeben die beiden Energiequellen einen Helligkeitsverlauf, der charakteristisch für den Untertyp IIn-P der unterleuchtkräftigen IIP-Supernova ist: sie erreichen eine maximale Leuchtkraft von 2×1044 erg/s und ein circa 100 Tage andauerndes Helligkeitsplateau von 1042 erg/s.

## Exemplare
Als Beispiele für Electron-Capture Supernovae werden angesehen:
- die Supernova 1054
- SN 1994W
- SN 2009kn
- SN 2011ht
- SN 2018zd